# Filmes de 1931 da RKO Pictures

## A RKO em 1931

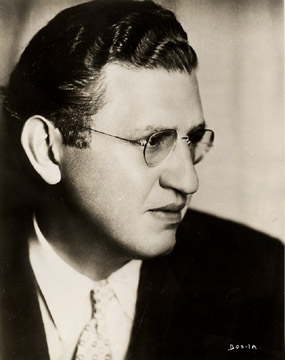
David O. Selznick, criativo e ambicioso produtor, procurou dar um rumo à RKO, mas foi embora em 1933, devido a crises de comando com a diretoria.

Em 29 de janeiro, a RKO Pictures adquiriu a Pathé Exchange, uma companhia produtora e distribuidora independente. A transação incluía um estúdio em Culver City e os contratos dos atores Constance Bennett, Ann Harding, Helen Twelvetrees e Bill Boyd (mais tarde famoso como William Boyd, intérprete do cowboy Hopalong Cassidy). O plano era que a RKO Pathé funcionasse como uma unidade autônoma dentro da estrutura da empresa.
Pela metade do ano, a Grande Depressão atingiu em cheio a companhia, fazendo com que ela perdesse centenas de milhares de dólares por semana. Em consequência, decidiu-se pela fusão da RKO com a RKO Pathé, que desapareceu completamente. Em novembro, à beira da bancarrota, a RKO contratou David O. Selznick como chefe de produção. Contratou também a atriz Dolores Del Rio para a vaga de Bebe Daniels, que partiu para a Warner Bros.. Dolores, no entanto, somente apareceria nas telas no ano seguinte.
Em 1931, a RKO lançou 50 filmes, 17 deles com a marca da RKO Pathé. A maioria perdeu dinheiro, com exceção de Cracked Nuts, The Common Law e The Public Defender, que conseguiram lucros tímidos. Contudo, Cimarron deu à RKO seu único Oscar de Melhor Filme (exceto The Best Years of Our Lives, de Sam Goldwyn, que ela distribuiu em 1946). Ao todo, o filme recebeu sete indicações e ganhou duas estatuetas.
Mas eram tempos difíceis e o balanço anual apresentou um prejuízo líquido de 5.660.770 dólares.

## Prêmios Oscar
4.ª cerimônia, com os filmes exibidos entre 1 de agosto de 1930 e 31 de julho de 1931
| Filme    | Indicações | Premiações                                                  |
| -------- | --- | ----------------------------------------------------------- |
| Cimarron | Melhor Filme Melhor Diretor Melhor Ator (Richard Dix) Melhor Atriz (Irene Dunne) Melhor Roteiro Adaptado Melhor Fotografia Melhor Direção de Arte | Melhor Filme Melhor Roteiro Adaptado Melhor Direção de Arte |

### Prêmios Especiais ou Técnicos
- RKO Radio Pictures: Prêmio Científico ou Técnico (Classe I - Estatueta e Placa), "por equipamentos de redução de ruídos na gravação"[1][3]

## Outras premiações
- Cimarron foi também incluído entre os dez melhores filmes do ano pelo Film Daily e pelo National Board of Review.[1]

## Os filmes do ano
| Título original         | Título PT/BR            | Título PT/PT       | Astros                                | Diretor             |
| ----------------------- | ----------------------- | ------------------ | ------------------------------------- | ------------------- |
| Are These Our Children? |                         |                    | Eric Linden, Beryl Mercer             | Wesley Ruggles      |
| Bachelor Apartment      | Árbitro do Amor         |                    | Lowell Sherman, Irene Dunne           | Lowell Sherman      |
| Bad Company             |                         |                    | Helen Twelvetrees, Ricardo Cortez     | Tay Garnett         |
| Beau Ideal              |                         |                    | Ralph Forbes, Loretta Young           | Herbert Brenon      |
| Behind Office Doors     |                         |                    | Mary Astor, Robert Ames               | Melville W. Brown   |
| Beyond Victory          |                         |                    | Bill Boyd, James Gleason              | John S. Robertson   |
| The Big Gamble          |                         |                    | Bill Boyd, James Gleason              | Fred Niblo          |
| The Big Shot            |                         |                    | Eddie Quillan, Maureen O'Sullivan     | Ralph Murphy        |
| Born to Love            | Feita Para Amar         |                    | Constance Bennett, Joel McCrea        | Paul L. Stein       |
| Caught Plastered        |                         |                    | Bert Wheeler, Robert Woolsey          | William A. Seiter   |
| Cimarron                | Cimarron                |                    | Richard Dix, Irene Dunne              | Wesley Ruggles      |
| The Common Law          | Modelo de Amor          |                    | Constance Bennett, Joel McCrea        | Paul L. Stein       |
| Consolation Marriage    | Casamento de Consolação |                    | Irene Dunne, Pat O'Brien              | Paul Sloane         |
| Cracked Nuts            |                         |                    | Bert Wheeler, Robert Woolsey          | Edward F. Cline     |
| Devotion                |                         |                    | Ann Harding, Leslie Howard            | Robert Milton       |
| Everything's Rosie      |                         |                    | Robert Woolsey, Anita Louise          | Clyde Bruckman      |
| Fanny Foley Herself     |                         |                    | Edna May Oliver, Hobart Bosworth      | Melville W. Brown   |
| Freighters of Destiny   |                         |                    | Tom Keene, Barbara Kent               | Fred Allen          |
| Friends and Lovers      | Amigos e Amantes        | Amigos ou Rivais   | Adolphe Menjou, Lili Damita           | Victor Schertzinger |
| The Gay Diplomat        | O Galante Pirata        | Espionagem Galante | Ivan Lebedeff, Genevieve Tobin        | Richard Boleslawski |
| High Stakes             |                         |                    | Lowell Sherman, Mae Murray            | Lowell Sherman      |
| Kept Husbands           | Maridos Apenas          |                    | Dorothy Mackaill, Joel McCrea         | Lloyd Bacon         |
| The Lady Refuses        |                         |                    | Betty Compson, John Darrow            | George Archainbaud  |
| Laugh and Get Rich      |                         |                    | Edna May Oliver, Hugh Herbert         | Gregory La Cava     |
| Lonely Wives            |                         |                    | Edward Everett Horton, Esther Ralston | Russell Mack        |
| Millie                  |                         |                    | Helen Twelvetrees, Lilyan Tashman     | John Francis Dillon |
| The Painted Desert      | O Deserto Pintado       |                    | Bill Boyd, Helen Twelvetrees          | Howard Higgin       |
| The Perfect Alibi       |                         |                    | Robert Loraine, Warwick Ward          | Basil Dean          |
| The Public Defender     | O Defensor Público      | O Fidalgo Ladrão   | Richard Dix, Shirley Grey             | J. Walter Ruben     |
| Rebound                 |                         |                    | Ina Claire, Robert Ames               | Edward H. Griffith  |
| The Royal Bed           | O Marido da Rainha      |                    | Lowell Sherman, Mary Astor            | Lowell Sherman      |
| The Runaround           |                         |                    | Geoffrey Kerr, Mary Brian             | William James Craft |
| Secret Service          |                         |                    | Richard Dix, William Post Jr.         | J. Walter Ruben     |
| The Sin Ship            |                         |                    | Louis Wolheim, Mary Astor             | Louis Wolheim       |
| Sin Takes a Holiday     | Casada e Sem Marido     |                    | Constance Bennett, Kenneth MacKenna   | Paul L. Stein       |
| Smart Woman             |                         |                    | Mary Astor, Robert Ames               | Gregory La Cava     |
| Suicide Fleet           | Frota Suicida           |                    | Bill Boyd, Robert Armstrong           | Albert S. Rogell    |
| Sundown Trail           |                         |                    | Tom Keene, Marion Shilling            | Robert F. Hill      |
| Sweepstakes             |                         |                    | Eddie Quillan, Lew Cody               | Albert S. Rogell    |
| Three Who Loved         |                         |                    | Betty Compson, Conrad Nagel           | George Archainbaud  |
| The Tip-Off             |                         |                    | Eddie Quillan, Robert Armstrong       | Albert S. Rogell    |
| Too Many Cooks          |                         |                    | Bert Wheeler, Dorothy Lee             | William A. Seiter   |
| Transgression           |                         |                    | Kay Francis, Paul Cavanagh            | Herbert Brenon      |
| Travelling Husbands     |                         |                    | Evelyn Brent, Frank Albertson         | Paul Sloane         |
| The 'W' Plan            |                         | Contra-Espionagem  | Brian Aherne, George Merritt          | Victor Saville      |
| Way Back Home           |                         |                    | Phillips Lord, Effie Palmer           | William A. Seiter   |
| White Shoulders         |                         |                    | Mary Astor, Jack Holt                 | Melville W. Brown   |
| The Woman Between       | Madame Júlia de Paris   |                    | Lili Damita, Lester Vail              | Victor Schertzinger |
| A Woman of Experience   |                         |                    | Helen Twelvetrees, William Bakewell   | Harry Joe Brown     |
| Young Donovan's Kid     |                         |                    | Richard Dix, Marion Shilling          | Fred Niblo          |